# Rio Brătioara
O Rio Brătioara é um afluente do rio Bratia, na Roménia.